# Sarah Bouktit
Sarah Bouktit (* 27. August 2002 in Mont-Saint-Martin) ist eine französische Handballspielerin.

## Karriere

### Im Verein
Sarah Bouktit spielt in Frankreich für Metz Handball. In der Saison 2020/21 wurde sie ab Januar an CJF Fleury Loiret Handball ausgeliehen. Danach kehrte sie zurück und gewann mit Metz 2022, 2023, 2024 und 2025 die französische Meisterschaft sowie 2022, 2023, 2024 und 2025 den französischen Pokal. Zudem belegten sie bei der EHF Champions League 2021/22 den 3. Platz.
Bei den EHF Excellence Awards im Jahr 2024 wurde sie als beste Kreisläuferin der zurückliegenden Spielzeit ausgezeichnet.

### In Auswahlmannschaften
Mit der französischen Jugendnationalmannschaft gewann sie die Goldmedaille beim Europäischen Olympischen Jugendfestival 2019. Im selben Jahr gewann sie mit der Jugend-Auswahl die Bronzemedaille bei der U17-Europameisterschaft und wurde zudem als beste Kreisläuferin in das All-Star-Team gewählt. Mit der Juniorenauswahl konnte sie auch bei der U19-Europameisterschaft 2021 die Bronzemedaille gewinnen. Auch hier wurde sie als beste Kreisläuferin des Turniers ausgezeichnet. Zudem stand sie bei der U20-Weltmeisterschaft 2022 im Kader.
Mit der A-Nationalmannschaft gewann sie die die Goldmedaille bei der Weltmeisterschaft 2023 sowie die Silbermedaille bei den Olympischen Spielen 2024.